# فن الزجاج

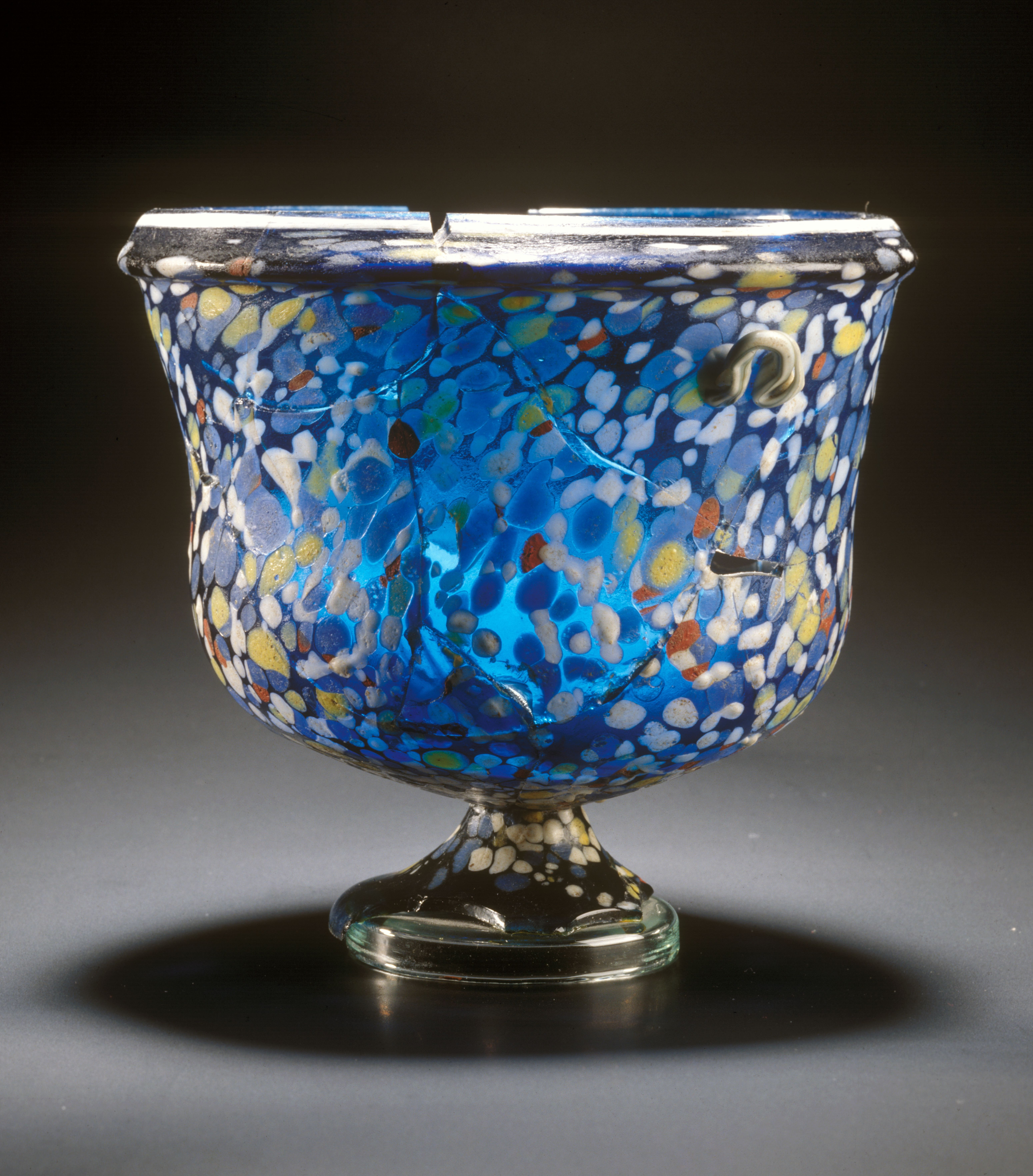
كأس زجاجي من العصر الروماني

فن الزجاج هو فن حديث يعنى بإنتاج أعمال فنية، كبيرة، تنتج لمرة واحدة لاغير وهي مصنوعة كليا أو جزئياً من الزجاج. وهو يختلف عن أعمال (الزجاج الفني) أو نحت الزجاج التي تصنع عدة قطع من نفس النموذج، وتكون اصغر حجما لكن الحدود بينهم غير واضحة بصورة قطعية. وغالبا ما تعرض أعمال فن الزجاج في الأماكن العامة بدل من البيوت ويتضمن فن الزجاج عدة أقسام هي:

## منحوتات زجاجية

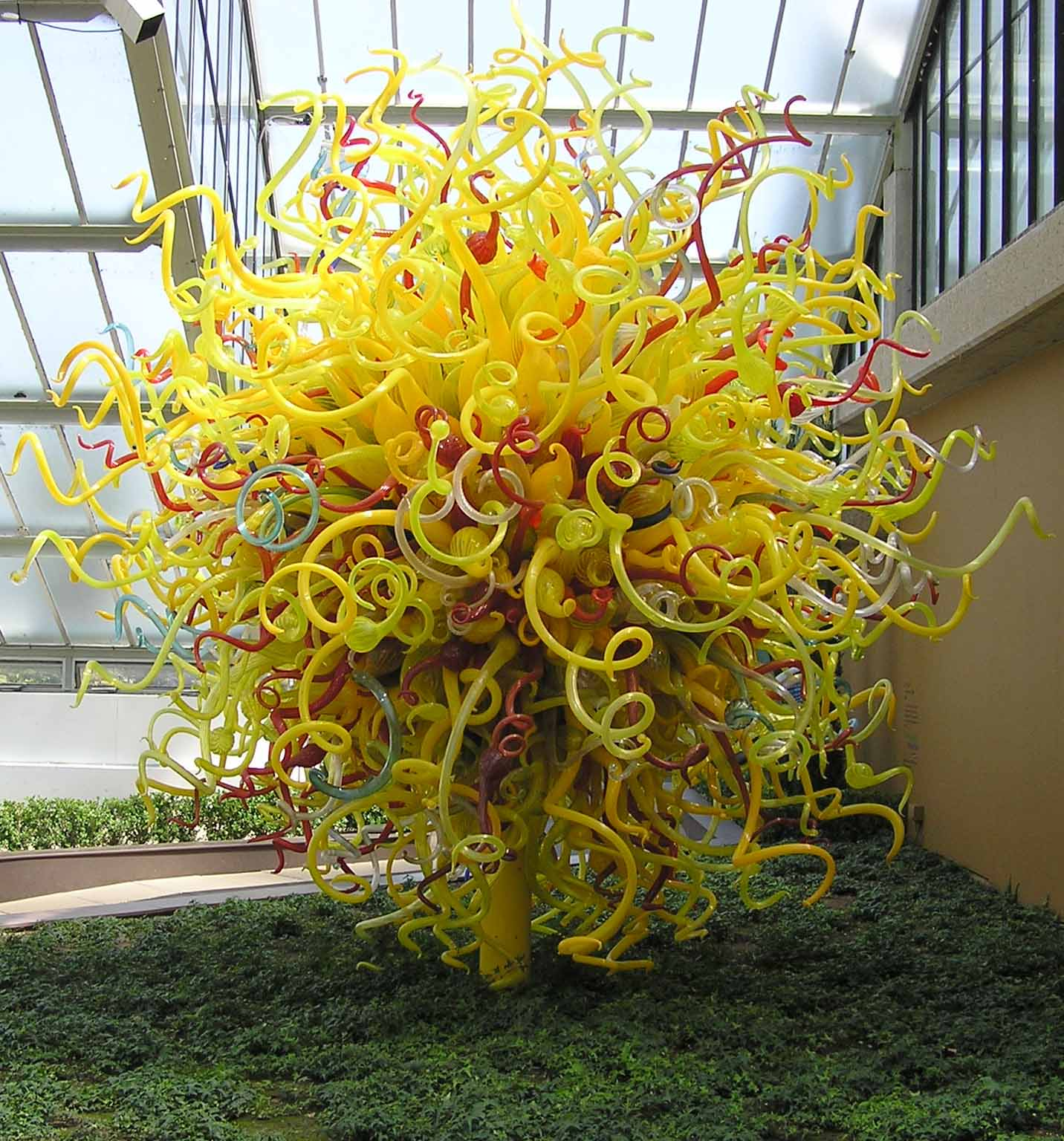
منحوتة زجاجية

التماثيل والنصب الزجاجية المصنوعة لمرة واحدة تندرج تحت فن الزجاج ومن الامثلة لمنحوتات فن الزجاج أعمال الثنائي (ستانلي سلاف ليبنسكي وجاروسلافا بيرشتوفا) ومنحوتة ريني روبكس (شيّ)  التي عرضت في معرض (تصميم في زمن المحنة) في (متحف كورننج للزجاج) عام 2005. اما الأعمال الزجاجية الاصغر والتي تنتج باعداد محدودة مثل (أعمال الشعلة) التي ينتجها أشخاص مثل (ستاني سلاف بريختا) فتعتبر من أعمال الزجاج الفني.

## اللوحات زجاجية
تستخدم اللوحات الزجاجية الفنية المزخرفة الكبيرة في التزيين الداخلي للفنادق، المطاعم والنوادي الليلية، وتستخدم تقنيات متعددة لإنتاج هذه اللوحات منها : الزجاج المعشق ، الدائرة المنحوتة، النقش، التجميد، النقش بالاسيد، مينا مزجج ، الطلاء بالذهب، القناع، طباعة الشاشة الحريرية .

## الزجاج المحبوك

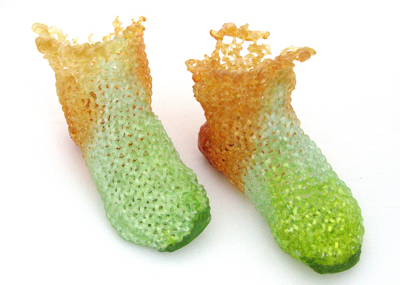
من أعمال الزجاج المحبوك

الزجاج المحبوك تقنية طورتها الفنانة (كارول ميلان) عام 2005،بمزج عدة تقنيات هي : الحياكة ، سباكة بالشمع الضائع ، الصياغة، سباكة بالفرن.

## الازياء الزجاجية
وهي صناعة قطعة ملابس واحدة لزبائن محددين بناء على طلباتهم، وغالبا ما تكون مصنوعة من الزجاج كليا مع اهتمام شديد بالتفاصيل وتنجز هذه الأعمال على يد أكثر فنانين الزجاج خبرة وقدرة وباستخدام تقنيات يدوية مستهلكة للوقت.

## اقرأ ايضاً
- خرزة (مادة)
- ميلفيوري (فن)
- ثقالة الورق
- نحت الزجاج
- مرين (فن)
- زجاج رصاصي